# Матеушовка
Матеушовка (укр. Матеушівка) — село в Бучачской городской общине Чортковского района Тернопольской области Украини.
До 2020 года входило в Бучачский район.
Код КОАТУУ — 6121281602. Население по переписи 2001 года составляло 216 человек.

## Географическое положение
Село Матеушовка находится у истоков реки Ольховец,
ниже по течению на расстоянии в 2,5 км расположено село Пушкари.

## Экономика
- «Орион», ЧП.